# Diritti LGBT in Austria

Localizzazione dell'Austria all'interno dell'Europa e dell'Unione Europea

I diritti delle persone lesbiche, gay, bisessuali e transgender (LGBT) in Austria sono diventati nel corso del tempo una realtà riconosciuta e oggi in quel Paese l'attività sessuale tra persone dello stesso sesso (maschile o femminile) è del tutto legale.
Le unioni civili registrate sono state introdotte nel 2010, l'adozione del figlio del partner nel 2013, mentre il pieno riconoscimento dell'adozione congiunta promana da una disposizione della corte costituzionale austriaca nel gennaio 2015. Il matrimonio tra persone dello stesso sesso è riconosciuto ufficialmente a partire dal 1º gennaio 2019.
Il Paese, seppur influenzato dal cattolicesimo romano, è diventato più aperto tramite le leggi e attraverso l'evoluzione delle opinioni sociali in materia di orientamento sessuale e d'identità di genere.

## Leggi riguardanti l'attività sessuale tra persone dello stesso sesso
Gli atti sessuali compiuti con persone dello stesso sesso sono legali dal 1971. Nel 2002, l'età del consenso è stata equiparata a quella eterosessuale da una decisione giudiziaria ed è passata da 18 a 14 anni di età.

## Riconoscimento delle relazioni omosessuali e matrimonio omosessuale

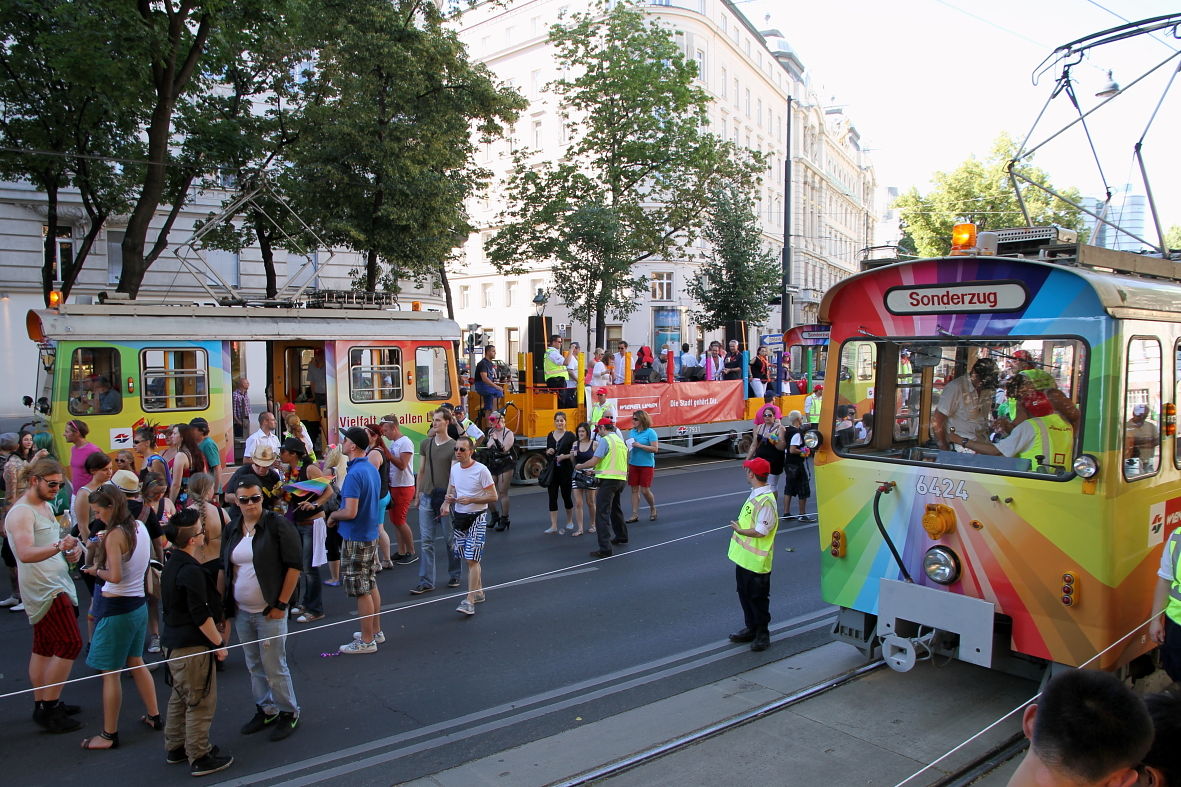
Gay Pride del 2012

A seguito della sentenza della Corte europea dei diritti dell'uomo nel giudizio Karner v. Austria ("Karner contro Austria") pronunciata nel 2003, alle coppie conviventi dello stesso sesso sono stati assegnati gli stessi diritti delle coppie conviventi eterosessuali.
Previste in un primo momento per il 2007, le unioni registrate sono state legalizzate in Austria a partire dal 1º gennaio 2010.
Il governo non ha legalizzato il matrimonio omosessuale a causa dell'opposizione da parte del Partito Popolare Austriaco (ÖVP). I Verdi ("Die Grünen") hanno tuttavia presentato un disegno di legge in parlamento, e nel 2015 è stata ideata un'iniziativa di un gruppo di cittadini, riuniti sotto la denominazione di "Ehe Gleich!", che ha presentato una petizione in cui si chiede al Parlamento austriaco di prendere in considerazione la legalizzazione del matrimonio omosessuale.
Essi, inoltre, hanno presentato un ricorso, sfidando la legge vigente, ma l'iniziativa giudiziaria è stata respinta dal giudice. Una seconda causa è stata intentata il 21 marzo 2016 a Linz. Il 15 aprile 2016 il giudice ha respinto il caso.
Il 5 dicembre 2017 la Corte costituzionale ha dichiarato incostituzionale il divieto del matrimonio omosessuale. La sentenza sarebbe diventata efficace il primo gennaio 2019. Nel gennaio 2018 il nuovo cancelliere Sebastian Kurz ha detto in diretta televisiva che il suo governo avrebbe rispettato la sentenza della corte costituzionale. Dato che il legislatore non ha fatto nulla per legalizzare il matrimonio omosessuale prima del termine imposto dalla corte costituzionale, il matrimonio omosessuale è diventato legale il primo gennaio 2019.

## Adozione e pianificazione familiare

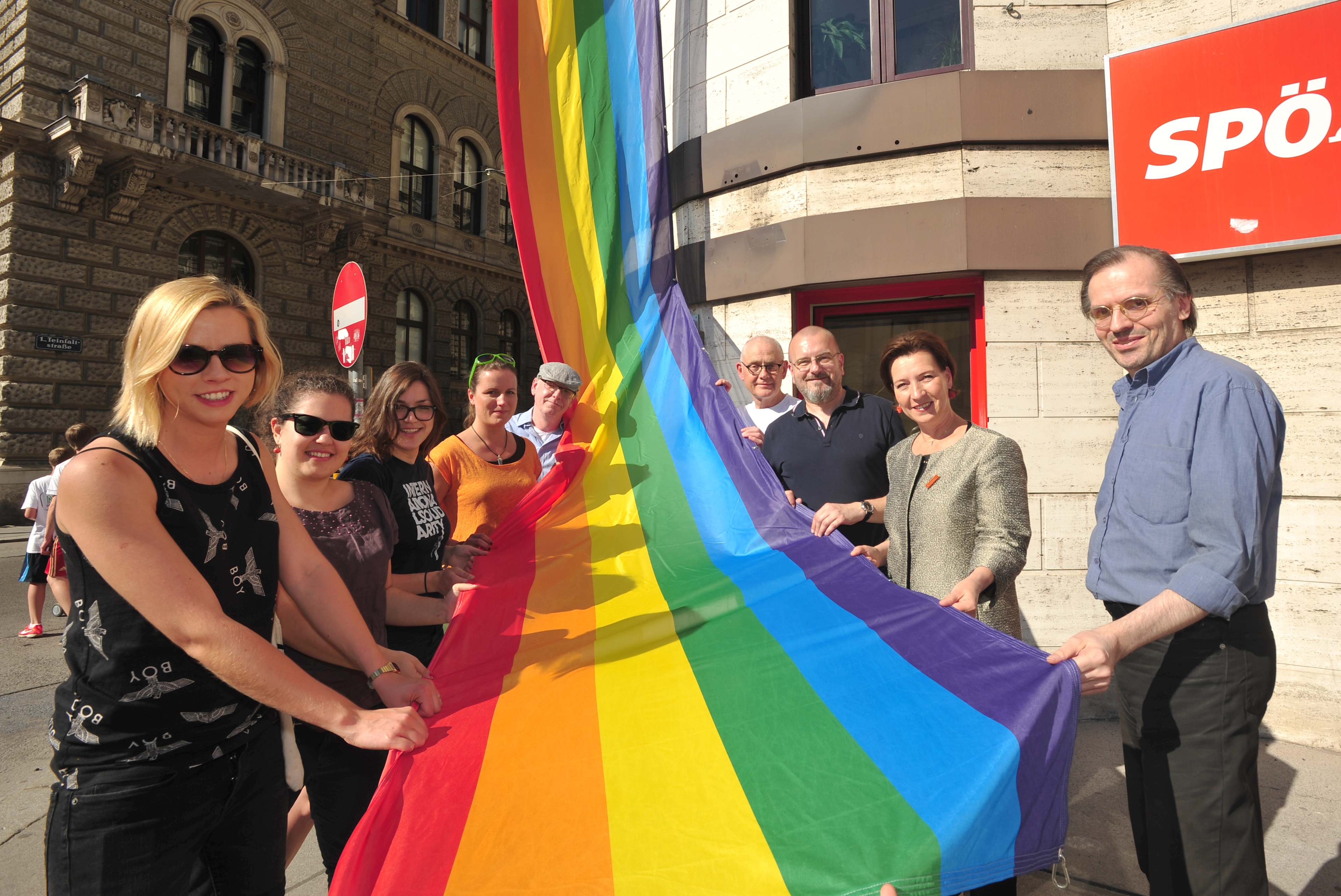
Bandiera arcobaleno

Il 19 febbraio 2013 la Corte europea dei diritti dell'uomo ha pronunciato, nel giudizio X and Others v. Austria ("X e altri contro Austria"), una decisione secondo cui il partner in un'unione tra persone dello stesso sesso ha il diritto di adottare il figlio biologico del proprio partner.
Il 4 luglio 2013, il parlamento austriaco ha approvato un disegno di legge governativo che permette l'adozione del figlio del coniuge da parte di coppie dello stesso sesso. La legge è entrata in vigore il 1º agosto 2013.
Nel mese di gennaio 2015 la Corte Costituzionale ha trovato un motivo di incostituzionalità nelle norme esistenti in materia di adozione e ha ordinato di modificarle entro il 31 dicembre 2015, per poter consentire l'adozione congiunta da parte di coppie dello stesso sesso.
Il 30 ottobre 2015 il ministro della Giustizia ha annunciato che il divieto non sarebbe stato più in vigore a partire dal 1º gennaio 2016, rendendo in questo modo effettiva la decisione della Corte d'annullare il divieto di adozione congiunta.
Inoltre, le coppie lesbiche possono ottenere l'accesso alla fecondazione artificiale e alla fecondazione in vitro con trasferimento dell'embrione (FIVET).
Nell'ottobre 2018, in un caso riguardante questioni relative all'adozione a seguito della fine di una relazione, la Corte costituzionale austriaca ha stabilito che le coppie omosessuali devono essere trattate allo stesso modo delle coppie eterosessuali. È stato deciso che la madre non biologica dovrebbe essere riconosciuta come genitore a tutti gli effetti, per il tramite dell'adozione, ed avere gli stessi diritti, obblighi e trattamento di un padre eterosessuale, anche se la coppia si è separata. La corte ha sentenziato che il miglior interesse per il figlio deve essere preso in considerazione e garantito in ogni processo adottivo.

## Protezioni contro la discriminazione

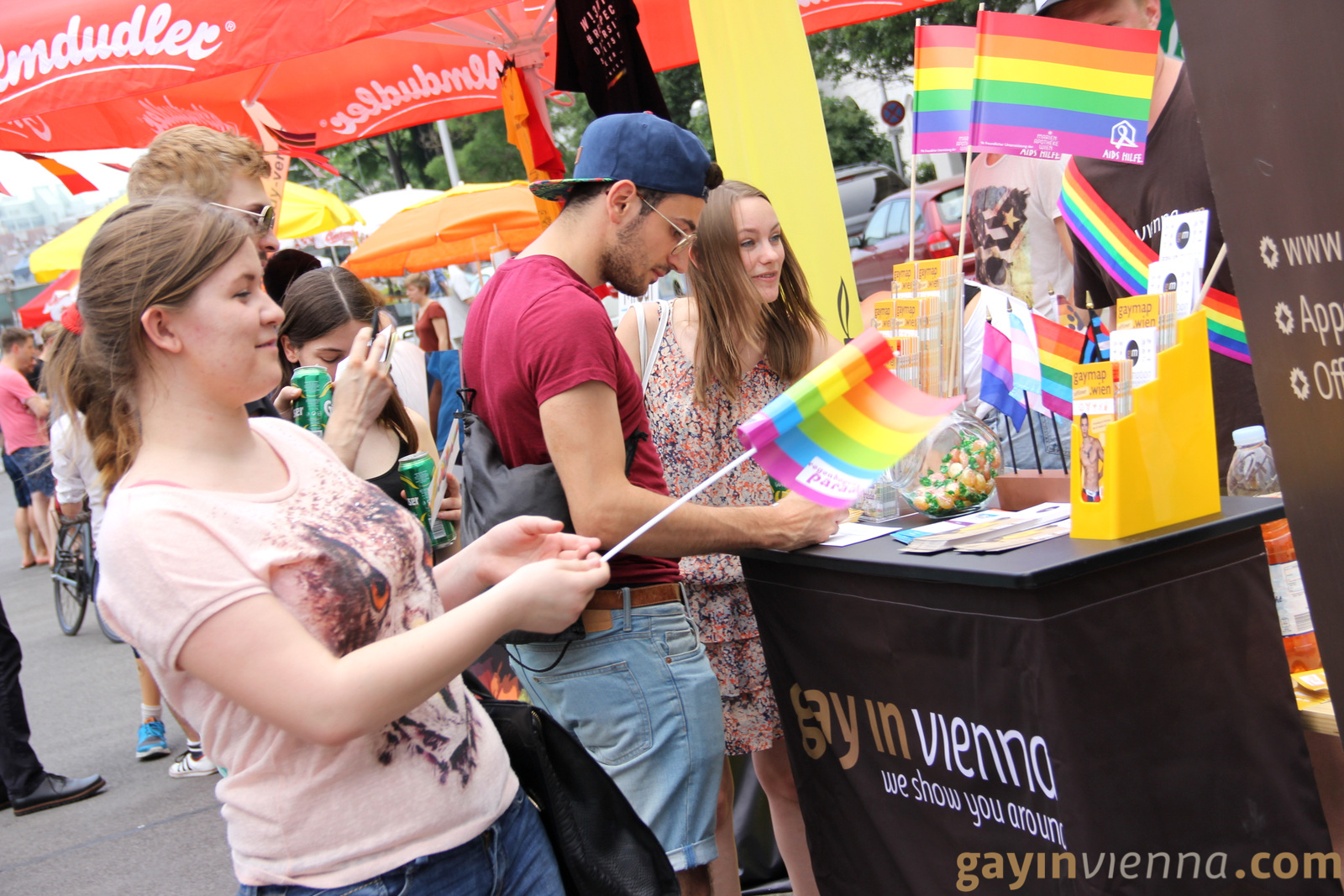
Pride del 2015

La legge per il "Trattamento equo" (in tedesco: "Gleichbehandlungsgesetz") ha incluso la protezione dalle discriminazioni in ambito lavorativo sulla base dell'orientamento sessuale a partire dal 2004, per dar seguito all'attuazione della legislazione dell'Unione europea che vieta tale discriminazione. Identità di genere e status di persona intersex non sono esplicitamente inclusi, ma sono percepiti come inclusi nel concetto di "genere". Nel gennaio 2017, la Bassa Austria è stata l'ultima regione austriaca (Bundesland) ad aggiornare la sua legge anti-discriminazioni per includere l'orientamento sessuale nella fornitura di beni e servizi. In tutte le altre regioni era già stato incluso.
La legge sulla "Sicurezza della polizia" del 1993 (in tedesco: Sicherheitspolizeigesetz) richiede alla forza pubblica di astenersi da qualsiasi azione che possa dare l'impressione di pregiudizi o che potrebbe esse percepita come una discriminazione sulla base dell'orientamento sessuale.
Lo Stato di Vienna ha avuto la sua legge sulla protezione della gioventù dal 2002, e una città, Bludenz, nel 1998 ha adottato una dichiarazione simbolica anti-discriminazione che comprende l'orientamento sessuale. Sebbene la Costituzione austriaca protegga tutti i cittadini allo stesso modo e proibisca le discriminazioni, l'orientamento sessuale non è incluso espressamente.
Nel 2015 il Parlamento austriaco ha approvato un emendamento al codice penale, aggiungendo una circostanza aggravante e, dunque, un aumento di pena, qualora venga commesso un reato a causa dell'orientamento sessuale della vittima. Allo stesso modo sono stati vietati i discorsi d'odio sulla base dell'orientamento sessuale. Questi cambiamenti sono entrati in vigore il 1º gennaio 2016.

## Identità ed espressione di genere
In Austria, le persone transgender possono cambiare il loro genere legale in modo che coincida con la loro identità di genere. Non sono obbligate a sottoporsi a trattamenti chirurgici di riassegnazione del genere. Il cambiamento legale di genere e nome è subordinato all'opinione di uno psichiatra. Allo stesso modo, affinché i trattamenti per il cambio di sesso vengano coperti dal sistema sanitario nazionale occorre l'opinione di vari psichiatri.

## Diritti delle persone intersex
Il 14 marzo 2018, la Corte costituzionale austriaca ha stabilito preliminarmente che le persone intersex, che non sono biologicamente né uomo né donna, possono scegliere che nel documento di nascita l'indicazione del genere sia lasciata vuota o cambiata in "inter", "altro" oppure "X". Nel maggio 2019, in conseguenza di questa sentenza, l'attivista intersex austriaco Alex Jürgen ha ottenuto dei documenti con l'indicazione del terzo genere. La Corte ha anche stabilito che gli interventi medici diretti a cambiare la condizione di persona intersex non sono costituzionali e dovrebbero essere evitati il più possibile. Ha stabilito che questi interventi sono giustificati solo in casi eccezionali, come in caso di rischio per la vita. La decisione finale venne pubblicata il 29 giugno 2018 ed entrò in vigore immediatamente.
Nel luglio 2020, il primo certificato di nascita intersex è stato legalmente riconosciuto e consegnato a una persona in Austria.

## Servizio militare
L'Austria permette alle persone LGBT di servire apertamente nelle forze armate austriache. Per le persone transgender ciò è possibile dal 2014

## Terapie di conversione
Nel 2018, l'associazione LGBT HOSI Salisburgo ha criticato l'associazione cristiana ultra conservatrice "TeenSTAR" per aver affermato che "l'omosessualità è considerata un problema identitario e un'aberrazione". Il gruppo ha offerto ai minori classi di terapie di conversione, insegnandogli che l'orientamento sessuale si può cambiare. Il membro del consiglio nazionale austriaco Mario Lindner (SPÖ) ha presentato un'interrogazione parlamentare all'ex ministro dell'istruzione austriaca Heinz Faßmann sulla questione. Un'altra interrogazione parlamentare è stata presentata dalla parlamentare dei Verdi Ewa Dziedzic. Nell'ottobre 2018, il Direttorato dell'istruzione di Salisburgo ha bandito i workshops della TeenSTAR fino alla fine della revisione. L'associazione è stata vietata nell'aprile del 2019.
Nel dicembre 2018 è stata presentata dal rappresentante per la parità di trattamento dell'SPÖ Mario Lindner una risoluzione per vietare le terapie di conversione per i minori. Tale risoluzione è stata approvata, con voto preliminare, il 13 giugno 2019 dal parlamento austriaco. Il 2 luglio 2019 si è avuta l'approvazione definitiva. Tale risoluzione invita il Governo austriaco a presentare immediatamente al Consiglio federale una proposta di legge governativa per vietare l'uso delle terapie riparative e di conversione sui minori, stabilendo una scadenza entro l'estate.

## Condizioni di vita

### Comunità gay
La comunità LGBT si aggrega principalmente in tutte le più grandi città come Vienna, Linz, Innsbruck, Salisburgo e Graz.
Ogni anno si svolge a Vienna una manifestazione chiamata Gay Pride (Regenbogenparade: "parata arcobaleno").

### Associazioni per i diritti LGBT
Tra le principali organizzazioni LGBT vi sono HOSI Wien, fondata nel 1979, è l'associazione LGBT più grande ed antica; Österreichisches Lesben- und Schwulenforum (ALGF), attiva dagli anni novanta; Afro Rainbow Austria (ARA), la prima organizzazione di e per migranti LGBT dall'Africa in Austria.

#### Politici apertamente LGBT
Tra i politici apertamente LGBT in Austria vi è Ulrike Lunacek, ex leader dei Verdi e vice-presidente del Parlamento Europeo. Nel 2009, Lunacek è diventata la prima parlamentare europea apertamente lesbica. Si è ritirata dalla politica nel 2020. Nel 2017, Mario Lindner dell'SPÖ è diventato il primo politico apertamente gay ad essere eletto nel Consiglio Nazionale. Gerald Grosz, membro del Consiglio nazionale tra il 2008 e il 2013 e leader del partito Alleanza per il futuro d'Austria tra il 2013 e il 2015 ha fatto coming out nel 2013, prima di ritirarsi dalla vita politica nel 2015. Ewa Dziedzic dei Verdi, membro del consiglio federale, e Faika El-Nagashi dei Verdi, membro del Landtag di Vienna, sono entrambe lesbiche. Nell'aprile 2019, Georg Djundja dell'SPÖ è diventata la prima persona apertamente gay ad essere eletta sindaco nella città di Oberndorf bei Salzburg.
Nel 2019, la ministra dell'istruzione, scienza e ricerca Iris Eliisa Rauskala ha annunciato di essere lesbica e di essere sposata con una donna, diventando il primo ministro apertamente LGBT di un governo austriaco.
Dalle elezioni nazionali del 2019, sette politici del Consiglio nazionale si sono dichiarati apertamente gay. Quattro di essi (Ewa Dziedzic, Faika El-Nagashi, David Stögmüller and Meri Disoski) sono del partito dei Verdi. Oltre a Yannik Shetty del partito liberale NEOS - Das Neue Österreich, vi sono anche due politici apertamente gay nel partito conservatore Partito del Popolo Austriaco: Nico Marchetti and Martina Kaufmann.

## Opinione pubblica
Un sondaggio dell'Unione europea del 2006, su un campione di 30 000 persone, ha rilevato che il sostegno al matrimonio egualitario tra gli austriaci era del 49%.
Un sondaggio del 2017 ha rivelato che il 59% degli austriaci approvava il matrimonio egualitario, il 25% si diceva contrario mentre il 16% non esprimeva alcun giudizio.

## Nel cinema
- 1985: Il colonnello Redl
- 2009: Domaine
- 2015: Der letzte Sommer der Reichen
- 2016: Kater

## Tabella riassuntiva
| Attività sessuale tra persone dello stesso sesso legale                                                             | (dal 1971)                                                                     |
| Uguale età del consenso                                                                                             | (dal 2002)                                                                     |
| Leggi antidiscriminatorie sul posto di lavoro                                                                       | (dal 2004 in materia di occupazione, altre leggi variano da regione a regione) |
| Leggi antidiscriminatorie nella fornitura di beni e servizi                                                         | (a livello nazionale dal 2017)                                                 |
| Leggi antidiscriminatorie in tutte le altre aree (inclusa la discriminazione indiretta e i crimini d'odio)          | Si                                                                             |
| Leggi antidiscriminatorie relative all'identità di genere                                                           | (dal 2004)                                                                     |
| Riconoscimento delle coppie composte da persone dello stesso sesso                                                  | (dal 2003)                                                                     |
| Unioni civili | (dal 1º gennaio 2010)                                                          |
| Matrimonio tra persone dello stesso sesso                                                                           | (dal 1º gennaio 2019)                                                          |
| Adozione del figlio del partner per le coppie dello stesso sesso                                                    | (dal 2013)                                                                     |
| Adozione congiunta da parte di coppie dello stesso sesso                                                            | (dal 2016)                                                                     |
| Adozione per persone single a prescindere dall'orientamento sessuale                                                | Si                                                                             |
| Genitorialità automatica nei certificati di nascita per i figli delle coppie composte da persone dello stesso sesso | Si                                                                             |
| Persone LGBT possono servire liberamente nelle forze armate austriache                                              | Si                                                                             |
| Diritto legale di cambiare genere di appartenenza                                                                   | (dal 2009)                                                                     |
| Opzione per il terzo genere                                                                                         | (dal 2018)                                                                     |
| Accesso alla fecondazione in vitro per le coppie lesbiche                                                           | (dal 2014)                                                                     |
| Terapie di conversione vietate                                                                                      | No                                                                             |
| Minori intersex protetti da procedure mediche invasive                                                              | (dal 2018)                                                                     |
| Omosessualità non considerata una malattia                                                                          | Si                                                                             |
| Maternità surrogata da parte di coppie gay                                                                          | (Illegale per tutte le coppie indipendentemente dall'orientamento sessuale)    |
| Permesso di donare il sangue per gli uomini che hanno rapporti sessuali con altri uomini                            | (dal 2022)                                                                     |